# Muž, který měl rád ženy
Muž, který měl rád ženy (v originále L'Homme qui aimait les femmes) je francouzský hraný film z roku 1977, který režíroval François Truffaut. Snímek měl světovou premiéru 27. dubna 1977.

## Děj
Bertrand pracuje ve společnosti zabývající se aerodynamikou. Je zamilovaný do žen stejně jako do samotné představy o ženách. Všechny ženy jsou pro něj jedinečné a nenahraditelné. Jsou smyslem jeho života i jeho uměleckou inspirací. Jeho touha pramení z toho, že v něm zůstaly dvě hluboké rány. První mu způsobila především chladná matka. Druhou mu způsobila Véra, když ho opustila. Od té doby, co Véra odešla, Bertrand putuje od ženy k ženě, aniž by se k nim připoutal.
Postupem času si pamatuje všechny ženy, které potkal. Ze všech svých vzpomínek skládá knihu. Tato kniha pak vyjde po jeho smrti pod názvem Muž, který měl rád ženy.

## Obsazení
| Charles Denner         | Bertrand Morane               |
| Brigitte Fossey        | Geneviève Bigey               |
| Nelly Borgeaud         | Delphine Grezel               |
| Geneviève Fontanel     | prodavačka Hélène             |
| Leslie Caronová        | Véra                          |
| Valérie Bonnier        | Fabienne                      |
| Jean Dasté             | doktor Bicard                 |
| Sabine Glaser          | Bernadette                    |
| Marie-Jeanne Montfajon | Christine Morane              |
| Nella Barbier          | Liliane                       |
| Martine Chassaing      | Denise                        |
| Monique Dury           | Monique Duteil                |
| Christian Lentretien   | policejní inspektor           |
| Marcel Berbert         | chirurg                       |
| Roger Leenhardt        | Betany, ředitel vydavatelství |
| François Truffaut      | pohřebák                      |

## Ocenění
- César: nominace v kategorii nejlepší herec (Charles Denner)